# Zainab Al Askari
Zainab Al-Askari (en árabe: زينب العسكري‎‎; 6 de febrero de 1974 (51 años) es una actriz bareiní, además de modelo promocional y modelo popular en la región del Golfo Pérsico. Protagonizó y produjo varios programas para televisión antes de retirarse, tras 18 años en acción. Y, a pesar de ser una ciudadana bareiní que ha actuado en varias producciones de Baréin, también apareció como una de las protagonistas de varios programas de televisión de Kuwait y de Arabia Saudita; también es una modelo promocional para Parachute en la región del Golfo Pérsico.

## Carrera
Su papel más reciente fue como Huda en el programa de televisión de Baréin  Hudu'u wa Awasif  (Silencio y Tormentas), en el que interpreta una belleza confusa y trágica que no puede decidir entre el verdadero amor de su vida, un pobre todavía hombre apasionado que no puede vivir sin ella y su jefe. Aunque decide casarse con su jefe, una postura que la hará socialmente segura, está plagada de culpa por la vida que ha dejado atrás y experimenta breves encuentros con su verdadero amor. Mientras tanto, la familia que ella ha abandonado se está desmoronando; su padre está sumido en la enfermedad y su hermana está cayendo en el peligroso negocio de la prostitución. Al final, muy pocos de los conflictos se resuelven. Su padre muere como resultado de su descubrimiento de la prostitución de su hija y su hermana, la prostituta, está obsesionada por las visiones de su padre y más tarde se vuelve loca. La propia Huda se vuelve trágicamente enferma al final de la serie y muere. En su lecho de muerte se sentó su marido mientras su verdadero amor miraba desde la ventana cuadrada de la puerta. A medida que desciende lentamente hacia el olvido, murmura "Soy un pájaro y no puedo enjaularme, debo ser libre para que todos puedan amarme". Con esto, Huda muere y el espectáculo termina.
En 2005, apareció en Athary; una serie sobre una niña amable que enfrenta desafíos en su vida, que determinarán su destino. Athary fue la primera serie de la propia compañía de producción de Zainab Al Askari (Bint El-Mamlaka). Fue seleccionada la mejor actriz en una serie del golfo en 2005 por su papel en Athary.
Su última aparición fue en la serie, de 2006, Bela Rahma (Sin piedad); una historia de una hermosa mujer rica; (Fajer) viviendo con su hermana pequeña (Wedd) que tiene síndrome de Down, y su lucha con su primo adicto (Jassim) para vivir una vida pacífica. Bela Rahma fue seleccionada como la mejor serie del golfo en 2006, y Zainab Al Askari también fue seleccionada como la mejor actriz por su papel por segunda vez.
Sus siguientes dos proyectos, fueron La'Anat Emra'Ah (Maldición de mujer) y Lahthat Tho'Of (Un momento de debilidad).
En 2009, después de anunciar su retiro del campo artístico, se casó con Abdullah bin Salem Al Qasimi, el gobernador adjunto de Sharjah; y, tuvieron tres hijas: Al Zain, Hala, y Al Ghala. Mas, sorprendió Zainab al-Askari, a sus fanáticos, al regresar a través de las redes sociales, especialmente a través de los programas "Entangram" y "Snape Chat." Así volvió a las luces, después de una ausencia de aproximadamente ocho años debido a su matrimonio y preocupación por su vida privada.

## Como dramaturga
- بلا رحمة - (تأليف القصة). Sin piedad.

- لحظة ضعف - (تأليف القصة والسيناريو والحوار). Momento débil - (historia, escenario y diálogo).